# 裴万铎
裴万铎（Watts Orson Pye；1878年10月20日—1926年1月9日）美国公理会差会传教士，服务于中国山西汾阳。
1878年10月20日，裴万铎出生于美国明尼苏达州法里博，1903年毕业于卡尔顿大学，1905-1907年就读于欧柏林神学院。
1907年，裴万铎受美国公理会差会差遣，前往中国传教，驻山西汾州。
美国公理会差会在庚子年（1900年）义和团事件中遭受重创。1907年，美国公理会差会派遣裴万铎牧师到汾阳，原计划准备结束差会在汾阳的事务，裴万铎被文阿德医生所作的牺牲所感动，决定留在汾阳。他大力募集资金，于1910年建造宏伟的祷告堂，十字平面，设有高20米的中西合璧的钟楼，为当时汾阳最高建筑。他还在汾阳建立了图书馆、医院和道路。并以汾阳为基地，越过黄河扩展到陕北、内蒙古，建立多座教堂。引领数千名中国人成为基督徒。
1915年，裴万铎与公理会女传教士钱闺德（Gertrude Chaney）结婚。1926年，裴万铎在中国山西去世，年仅47岁。留下年轻的遗孀和五岁的儿子Lucian Pye。钱闺德独自在中国抚养儿子多年，1937年中日战争爆发和1939年儿子去美国上大学时，她都选择留下。直到珍珠港事变后，她才被迫屈服，最后回到美国。
现存裴万铎别墅位于汾阳铭义中学旧址内。